# Attentats du 24 décembre 2000 en Indonésie
Les attentats du 24 décembre 2000 en Indonésie sont une série d'explosions survenues le 24 décembre 2000 en Indonésie, qui faisaient partie d'une attaque terroriste à grande échelle d'Al-Qaïda et de Jemaah Islamiyah. L'attaque impliquait une série de bombardements coordonnés d'églises à Jakarta et dans huit autres villes qui ont tué 18 personnes et en ont blessé de nombreuses autres. Les extrémistes malais Azahari Husin alias Dr. Azahari et Noordin Mohammed Top alias Noordin M. Top ainsi que les extrémistes saoudiens Oussama ben Laden (à l'origine des attentats du 11 septembre) sont le véritable cerveau derrière cet événement.

## Attentats
La répartition des bombardements est la suivante :
- Jakarta : Cinq églises catholiques et protestantes, dont la cathédrale catholique romaine, ont été ciblées, tuant au moins trois personnes.
- Pekanbaru : Quatre policiers sont morts en tentant de désarmer une bombe, un civil est également mort.
- Medan : Des explosions frappent des églises.
- Bandung : Explosion à la production, le fabricant de bombes est mort.
- Ile de Batam : Trois bombes font 22 blessés.
- Mojokerto : Trois églises ont été bombardées faisant un mort. L'une d'elles est l'église Eben Haezer à Jalan Raden Ajeng Kartini. Vers 20 h 30 le 24 décembre 2000, alors qu'il tentait de jeter la bombe, un volontaire musulman de la sécurité, Riyanto, a été tué.
- Mataram : Trois églises ont été bombardées.
- Sukabumi : Les attentats tuent trois personnes.

## Arrestations
Deux suspects ont été arrêtés à la suite des attentats à la bombe. La police indonésienne dit avoir trouvé des documents impliquant Hambali dans les attentats. Abu Bakar Ba'asyir (en) a été jugé pour implication dans les attentats à la bombe en 2003, mais a été reconnu non coupable ; il a ensuite été reconnu coupable d'implication dans l'attentat à la bombe de Bali en 2002.

## Dans la culture populaire
La bande indonésienne de métal progressif Kekal (en) a cité les attentats à la bombe comme une source d'inspiration pour sa chanson anti-terrorisme "Attraction moyenne", qui est apparu sur son troisième album complet, The Painful Experience (en).